# Przyłubie (województwo wielkopolskie)
Przyłubie – wieś w Polsce położona w województwie wielkopolskim, w powiecie konińskim, w gminie Skulsk.
W latach 1975–1998 miejscowość położona była w województwie konińskim.